# Cytheromatidae
Cytheromatidae is een familie van kreeftachtigen uit de klasse van de Ostracoda (mosselkreeftjes).

## Geslachten
- Afghanistina Hu & Tao, 2008
- Cytheroma Mueller, 1894
- Fernandinacythere Gottwald, 1983
- Luvula Coryell & Fields, 1937 †
- Megacythere Puri, 1960
- Microloxoconcha Hartmann, 1954
- Paracytheroma Juday, 1907
- Pellucistoma Coryell & Fields, 1937
- Pontocytheroma Marinov, 1963